# 118 до н. е.

## Події

### Римська республіка
- Була створена римська колонія Нарбонна
- Закінчується друга далматична війна в якій переміг Рим, Луцій Цецилій Метелл приймає прізвище Delmaticus

### Нумідія
Цар Міціпса помирає і Нумідія, слідуючи бажанню короля, ділиться на три частини.

## Народились
- Луцій Ліциній Лукулл — давньоримський аристократ, полководець та політичний діяч.